# Donald James Reece

Wappen von Donald James Reece.

Donald James Reece (* 13. April 1934 in Kingston, Jamaika) ist emeritierter römisch-katholischer Erzbischof von Kingston in Jamaika.

## Leben
Donald James Reece empfing am 3. Januar 1971 die Priesterweihe.
Papst Johannes Paul II. ernannte ihn am 17. Juli 1981 zum Bischof von Saint-John’s-Basseterre. Die Bischofsweihe spendete ihm der Erzbischof von Kingston in Jamaika, Samuel Emmanuel Carter SJ, am 8. Oktober desselben Jahres; Mitkonsekratoren waren Kelvin Felix, Erzbischof von Castries, und Joseph Oliver Bowers SVD, emeritierter Bischof von Saint John’s-Basseterre.
Am 12. Oktober 2007 ernannte ihn Papst Benedikt XVI. zum Koadjutorerzbischof von Kingston in Jamaika. Nach der Emeritierung von Lawrence Aloysius Burke folgte er diesem am 12. April 2008 im Amt des Erzbischofs von Kingston in Jamaika nach.
Am 15. April 2011 nahm Benedikt XVI. seinen altersbedingten Rücktritt an.
Im Jahr 2012 wurde er für seine Verdienste um Erziehung und Religion mit dem Order of Jamaica ausgezeichnet, dem vierthöchsten Orden Jamaikas.